# Verdal
Verdal é uma comuna da Noruega, com 1 547 km² de área e 13 827 habitantes (censo de 2004).         